# 데니스 시베도프

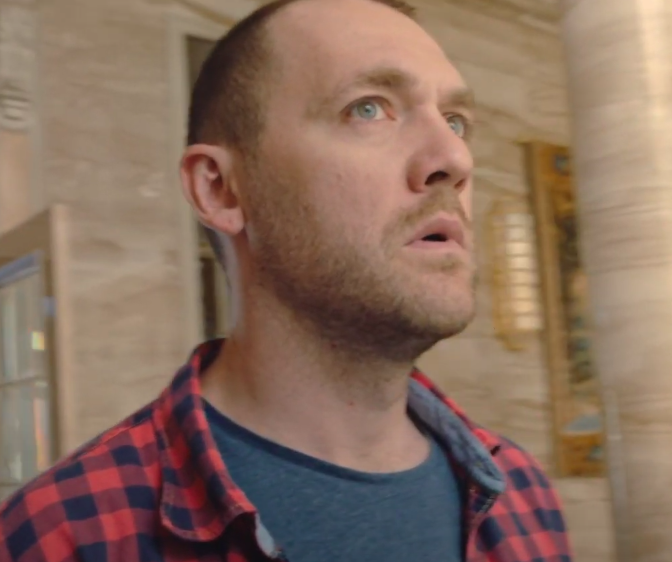

데니스 시베도프(Denis Shvedov, 1981년 11월 24일 ~ )는 러시아의 배우, 텔레비전 배우이다.
모스크바에서 태어났다.

## 영화
- 더 팩토리: 최후의 협상 (2018년)
- 더 와처스: 방콕 (2015년)
- 메타모포시스 (2015년)
- 더 와처스: 라스트 히어로 (2015년)
- 더 와처스: 잭 팟 (2015년)
- 더 와처스: 비기닝 (2015년)
- 더 메이저 (2013년)
- 왓 맨 토크 어바웃 2 (2011년)
- 생존 (2010년)